# Juanita Rico
Juana Rico Hernández, más conocida como Juanita Rico (Madrid, 17 de mayo de 1914 - Madrid, 21 de junio de 1934), fue una joven socialista víctima de la violencia política durante la Segunda República Española.

## Contexto
A partir de 1933, y especialmente tras el triunfo del centro derecha en las elecciones generales de España de 1933, comenzó un proceso de radicalización en las Juventudes Socialistas de España (JSE), con ciertos vínculos con la  Unión de Juventudes Comunistas de España (UJCE). Pero, sin duda, lo que acercó aún más a los jóvenes socialistas y comunistas a partir del verano de 1934 fue el asesinato de dos miembros de sus organizaciones en enfrentamientos con falangistas: Juanita Rico, miembro de la FJS, el 10 de junio de 1934; y Joaquín de Grado, dirigente de la UJCE, el 29 de agosto del mismo año. 

## Atentado

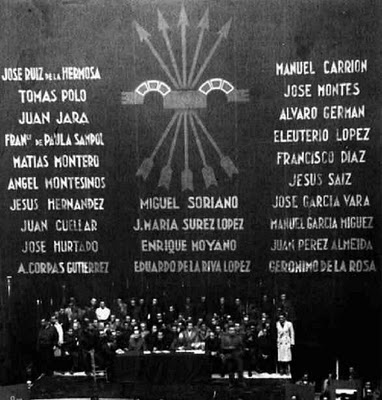
Telón de los caídos de FE de las JONS, en 1935.

El 10 de junio de 1934, el hostigamiento de varios jóvenes falangistas a los miembros de un grupo excursionista de las Juventudes Socialistas en la Casa de Campo de Madrid —aunque, según fuentes periodísticas de la época, el ataque se produjo sobre un grupo de excursionistas comunistas en el Monte de El Pardo— se saldó con la muerte de uno de los falangistas, Juan Cuéllar. Entre los detenidos presentes en el lugar de la reyerta se encontraba Miguel Primo de Rivera, hermano del líder falangista José Antonio Primo de Rivera.
Ese mismo día 10 de junio, en las inmediaciones del mercado de Olavide, un grupo de falangistas —entre los que se encontraba el militar Juan Antonio Ansaldo— disparó aleatoriamente como represalia a Juanita Rico Hernández, costurera de profesión, y a sus hermanos, cerca del puesto de verduras de la familia. La acción armada se perpetró a bordo de dos vehículos en los que iban los falangistas, que a la altura del número 61 de la calle Cardenal Cisneros, esquina con la calle Eloy Gonzalo, abrieron fuego. Los pistoleros dispararon a bocajarro contra Juana Rico y sus dos hermanos.
Detenciones
Al día siguiente fue detenido Gerardo Osorio, conde de Altamira, como supuesto autor de los disparos el día anterior desde un automóvil contra los hermanos Rico, en la calle Eloy Gonzalo de Madrid. Posteriormente se supo que uno de los automóviles era propiedad de Alfonso Merry del Val (hijo del diplomático del mismo nombre y sobrino del que fuera obispo y cardenal Rafael Merry del Val). En sesión de Cortes de 16 de junio de 1936 la diputada Dolores Ibárruri llegó a aludir a Pilar Primo de Rivera como la mujer que efectuó disparos desde un vehículo. Nadie fue condenado por dicho crimen, aunque Merry del Val abandonó España tras haber sido absuelto. Años más tarde, en 1976, Ernesto Giménez Caballero escribía en El Alcázar sobre este asunto:

Cuando unos chíribis [apelativo despectivo con el que se designaba a militantes de izquierdas] socialistas nos mataron a un camarada, nos reunimos en la calle Marqués de Riscal los que éramos entonces un grupo: José Antonio, Ruiz de Alda, Ramiro Ledesma Ramos, Mateos —un obrero que estaba con nosotros—, Merry del Val... Sorteamos con una pistola que se puso sobre la mesa y al que le tocara tenía que coger esa pistola, salir a la calle y al primer chíribi que encontrara, matarlo.

### Muerte
Juanita Rico falleció once días después, el 21 de junio de 1934, a los 20 años de edad. Su hermano Lino quedó impedido de por vida. El entierro congregó en las calles de Madrid una gran manifestación de duelo.